# Puchar BVA mężczyzn (2017)
Puchar BVA mężczyzn 2017 (oficjalnie: Men's BVA Cup 2017) – dziesiąta edycja turnieju o puchar krajów bałkańskich organizowanego przez Balkan Volleyball Association (BVA). Rozgrywki odbyły się w dniach 16-17 września 2017 roku w İnegölu w Turcji.
W Pucharze BVA 2016 wzięły udział cztery zespoły. Rozgrywki składały się z półfinałów, meczu o 3. miejsce oraz finału.
Puchar BVA zdobył klub İnegöl Belediyesi. Uzyskał on prawo gry w sezonie 2017/2018 w Pucharze Challenge.

## Drużyny uczestniczące
| Państwo              | Drużyna                |
| -------------------- | ---------------------- |
| Bośnia i Hercegowina | OK Radnik Bijeljina    |
| Rumunia              | CSM București          |
| Serbia               | Jedinstvo Stara Pazova |
| Turcja               | İnegöl Belediyesi      |

## Hala sportowa
| İnegöl Spor Salonu     |
| ---------------------- |
| İnegöl, Turcja         |
| Pojemność: 2050 miejsc |

## Rozgrywki

### Drabinka
|  |                        |                        |                   |                   |   |               |               |       |
|  | Półfinały              | Półfinały              | Półfinały         |                   |   | Finał         | Finał         | Finał |
|  | Półfinały              | Półfinały              | Półfinały         |                   |   | Finał         | Finał         | Finał |
|  |                        |                        |                   |                   |   |               |               |       |
|  |                        |                        |                   |                   |   |               |               |       |
|  | Jedinstvo Stara Pazova | Jedinstvo Stara Pazova | 1                 |                   |   |               |               |       |
|  | Jedinstvo Stara Pazova | Jedinstvo Stara Pazova | 1                 |                   |   |               |               |       |
|  | CSM București          | CSM București          | 3                 |                   |   |               |               |       |
|  | CSM București          | CSM București          | 3                 |                   |   | CSM București | CSM București | 1     |
|  |                        |                        |                   |                   |   | CSM București | CSM București | 1     |
|  |                        |                        | İnegöl Belediyesi | İnegöl Belediyesi | 3 |               |               |       |
|  | İnegöl Belediyesi      | İnegöl Belediyesi      | İnegöl Belediyesi | İnegöl Belediyesi | 3 | 3             |               |       |
|  | İnegöl Belediyesi      | İnegöl Belediyesi      |                   |                   |   |               |               |       |
|  | OK Radnik Bijeljina    | OK Radnik Bijeljina    | 0                 |                   |   |               |               |       |
|  | OK Radnik Bijeljina    | OK Radnik Bijeljina    | 0                 | Mecz o 3. miejsce |   |               |               |       |
|  |                        |                        |                   |                   |   |               |               |       |
|  |                        |                        |                   |                   |   |               |               |       |
|  |                        |                        |                   |                   |   |               |               |       |
|  | Jedinstvo Stara Pazova | Jedinstvo Stara Pazova | 0                 |                   |   |               |               |       |
|  | Jedinstvo Stara Pazova | Jedinstvo Stara Pazova | 0                 |                   |   |               |               |       |
|  | OK Radnik Bijeljina    | OK Radnik Bijeljina    | 3                 |                   |   |               |               |       |
|  | OK Radnik Bijeljina    | OK Radnik Bijeljina    | 3                 |                   |   |               |               |       |

### Półfinały
| Data       | Godzina | Drużyna 1              | Wynik | Drużyna 2           | Set 1 | Set 2 | Set 3 | Set 4 | Set 5 |
| ---------- | ------- | ---------------------- | ----- | ------------------- | ----- | ----- | ----- | ----- | ----- |
| 16.09.2017 | 15:00   | Jedinstvo Stara Pazova | 1:3   | CSM București       | 23:25 | 24:26 | 25:22 | 22:25 |       |
| 16.09.2017 | 17:30   | İnegöl Belediyesi      | 3:0   | OK Radnik Bijeljina | 25:21 | 25:18 | 25:20 |       |       |

### Mecz o 3. miejsce
| Data       | Godzina | Drużyna 1              | Wynik | Drużyna 2           | Set 1 | Set 2 | Set 3 | Set 4 | Set 5 |
| ---------- | ------- | ---------------------- | ----- | ------------------- | ----- | ----- | ----- | ----- | ----- |
| 17.09.2017 | 15:00   | Jedinstvo Stara Pazova | 0:3   | OK Radnik Bijeljina | 24:26 | 23:25 | 17:25 |       |       |

### Finał
| Data       | Godzina | Drużyna 1     | Wynik | Drużyna 2         | Set 1 | Set 2 | Set 3 | Set 4 | Set 5 |
| ---------- | ------- | ------------- | ----- | ----------------- | ----- | ----- | ----- | ----- | ----- |
| 17.09.2017 | 17:30   | CSM București | 1:3   | İnegöl Belediyesi | 23:25 | 24:26 | 25:22 | 22:25 |       |

## Klasyfikacja końcowa
| Miejsce | Klub                   |
| ------- | ---------------------- |
| 1       | İnegöl Belediyesi      |
| 2       | CSM București          |
| 3       | OK Radnik Bijeljina    |
| 4       | Jedinstvo Stara Pazova |